# Million Dollar Championship
O Million Dollar Championship foi um título de wrestling profissional disputado na WWE e criado pelo The "Million Dollar Man" Ted DiBiase. O cinturão do Million Dollar Championship foi criado por Terry Betteridge da Joealheria Betteridge em Stamford, Connecticut. O cinturão é feito de ouro, com zircão, com três diamantes. O cinturão custou, aproximadamente, $125,000.

## História
Ted DiBiase não pôde ganhar o WWF Championship, sendo derrotado na final de um torneio no WrestleMania IV para "Macho Man" Randy Savage. Durante o verão de 1988, DiBiase formou uma dupla com André the Giant, chamada "The Mega Bucks".
Frustrado, DiBiase decidiu que, já que não poderia comprar o WWF Championship, compraria um título próprio. Em 1989, DiBiase criou o Million Dollar Championship. O título nunca foi oficializado ou sancionado pela WWF, com DiBiase raramente o defendendo. Jake Roberts roubou o título durante uma rivalidade com DiBiase, mas este mandou seu guarda-costas Virgil roubá-lo de volta no Wrestlemania VI.
Virgil traiu DiBiase e se aliou a "Rowdy" Roddy Piper, derrotando Ted em uma luta pelo título no SummerSlam de 1991.
DiBiase abandonou o título quando ganhou o WWF World Tag Team Championship em 7 de fevereiro de 1992, com IRS.
Ted DiBiase daria o título para "Ringmaster" Steve Austin. Após Austin ser derrotado por Savio Vega em 28 de maio de 1996, DiBiase foi obrigado a deixar a WWF.
No Raw de 5 de abril de 2010, Ted DiBiase, Jr. passou a andar com o título, dizendo que seu pai havia lhe dado. No Raw de 4 de outubro, Goldust atacou Ted DiBiase, Jr. e tomou posse do título. No Raw de 8 de novembro, Aksana roubou o Million Dollar Championship de Goldust. Goldust devolveu o título a DiBiase, Sr. em 15 de novembro.

## Reinados
| # | Lutadores        | Reinados | Data                    | Dias com o título | Local                             | Evento                         | Notas | Ref.               |
| - | ---------------- | -------- | ----------------------- | ----------------- | --------------------------------- | ------------------------------ | --- | ------------------ |
| 1 | Ted DiBiase      | 1        | 15 de fevereiro de 1989 | 922               | Binghamton, Nova Iorque           | Superstars of Wrestling        | DiBiase mandou criarem o título e o revelou no "The Brother Love Show". Exibido em 4 de março de 1989.            | [ 3 ]              |
| 2 | Virgil           | 1        | 26 de agosto de 1991    | 77                | Nova Iorque                       | SummerSlam (1991)              | |                    |
| 3 | Ted DiBiase      | 2        | 11 de novembro de 1991  | 88                | Utica, Nova Iorque                | Survivor Series Showdown       | Exibido em 24 de novembro de 1991.                                                                                | [ 10 ]             |
| — | Abandonado       | —        | 7 de fevereiro de 1992  | —                 | Denver, Colorado                  | Evento ao vivo                 | DiBiase abandonou o título ao ganhar o WWF Tag Team Championship com Irwin R. Schyster em 7 de fevereiro de 1992. | [ 3 ]              |
| 4 | The Ringmaster   | 1        | 18 de dezembro de 1995  | 152               | Newark, Delaware                  | Monday Night Raw               | DiBiase deu o título ao The Ringmaster durante o "The Brother Love Show". Exibido em 8 de janeiro de 1996.        | [ 3 ] [ 7 ] [ 11 ] |
| — | Abandonado       | —        | 28 de maio de 1996      | —                 | North Charleston, Carolina do Sul | In Your House 8: Beware of Dog | Ringmaster abandonou o título após DiBiase deixar a WWF em 28 de maio de 1996.                                    | [ 7 ] [ 12 ]       |
| 5 | Ted DiBiase, Jr. | 1        | 5 de abril de 2010      | 224               | Moline, Illinois                  | Raw                            | DiBiase, Jr. recebeu o título de seu pai, "The Million Dollar Man" Ted DiBiase.                                   | [ 13 ] [ 14 ]      |
| — | Abandonado       | —        | 15 de novembro de 2010  | —                 | Hershey, Pensilvânia              | Raw                            | Título devolvido a "The Million Dollar Man" Ted DiBiase e abandonado.                                             | [ 15 ]             |

### Reinados combinados
| Posição | Lutador          | # de reinados | Dias combinados |
| ------- | ---------------- | ------------- | --------------- |
| 1       | Ted DiBiase      | 2             | 1.010           |
| 2       | Ted DiBiase, Jr. | 1             | 224             |
| 3       | The Ringmaster   | 1             | 152             |
| 4       | Virgil           | 1             | 77              |